# Рајецка Љесна
Рајецка Љесна (слч. Rajecká Lesná) насељено је мјесто са административним статусом сеоске општине (слч. obec) у округу Жилина, у Жилинском крају, Словачка Република.

## Становништво
| Година:    | 1994. | 2004.   | 2014.   | 2024.   |
| ---------- | ----- | ------- | ------- | ------- |
| Број људи: | 1280  | 1300    | 1219    | 1192    |
| Разлика:   |       | +1,56 % | -6,23 % | -2,21 % |

| Година:    | 2023. | 2024.   |
| ---------- | ----- | ------- |
| Број људи: | 1212  | 1192    |
| Разлика:   |       | -1,65 % |

Према подацима о броју становника из 2024. године насеље је имало 1192 становника.